# 田川中央公園
田川中央公園（たがわちゅうおうこうえん）は、福岡県田川市にある公園。

## 概要
同市の代表的な公園のひとつ。広大な空間に、ロープで出来た巨大ピラミッド、巨大トランポリンなどの大型遊具をはじめ、多目的グラウンドやテニスコートなど、様々な施設が整備されている。隣接地には田川市民会館、田川市民プール、田川市総合体育館などの公共施設が立地している。かつては巨大なローラー滑り台も設置されていたが、現在では撤去されている。

## 歴史
かつてこの場所には三井田川鉱業所三坑があり、その丘上に三井公園（通称：地蔵ケ丘）と呼ばれる公園が存在した。丘上一帯は樹木に覆われ、炭鉱マンたちの憩いの地として親しまれていた。
また当時は、炭鉱殉職者の供養塔である「金仏さん」という青銅製の仏像が安置されていたが、現在では撤去されている。

## 利用情報
- 所在地：〒825-0002 田川市伊田2550
- 入園料

　無料
- 休園日

　なし

## 交通アクセス
- JR田川後藤寺駅出口から徒歩約19分（道案内） 路線
- JR田川伊田駅出口から徒歩約25分（道案内） 路線
- 平成筑豊鉄道大藪駅出口から徒歩約34分